# Stefaan Henderyck
Stefaan Henderyck (Oostende, 1973) is een Belgische darter die uitkomt voor de PDC.

## Carrière
Henderyck nam deel aan de Q-School, maar wist geen Tour Card te behalen. Hierdoor kon hij tijdens het seizoen 2024 wel deelnemen aan de PDC Challenge Tour. Zodoende werd hij eind 2024 opgroepen om deel te nemen als vervanger tijdens de vloertornooien, de zogenaamde Players Championships.
Henderyck wist op de laatste finaledag van de Q-School een Tour Card te behalen via de EU Q-School Order of Merit. Hierdoor verzekerde hij zich voor twee jaar toegang tot het professionele circuit.